# Wengie
黃文潔（英語：Wendy Jie Huang），藝名，华裔澳大利亚人,YouTube視頻博主，歌手和配音演員。截至2023年，她的YouTube頻道擁有超過1350萬訂閱者，成為澳大利亞最受歡迎的YouTuber。截至2018年1月，她的頻道是YouTube上第6個訂閱量最高的“演繹和風格”頻道。

## 事業

### YouTube
2013年，Wengie開設了自己的YouTube頻道，「Wengie」的名字灵感來自于她的中文名字——“文潔”。她的影片主要是化妝，時尚和DIY。截止2016年，她是YouTube上成長最快的明星之一，在三年內獲得了超過400萬訂閱者。

### 配音
2017年，Wengie在澳大利亞和新西蘭版的五集電視電影《飛天小女警》Blisstina“Bliss”Utonia 配音。

## 個人生活
Wengie小時候隨祖父母移居澳大利亞。她目前居住在澳大利亞悉尼、加州洛杉磯、以及中國。

## 外部連結
- Youtube頻道
- Wengie的Instagram帳戶
- Wengie的TikTok
- Wengie的X（前Twitter）